# Lueders
Lueders è un centro abitato degli Stati Uniti d'America situato nella contea di Jones dello Stato del Texas.
La popolazione era di 346 persone al censimento del 2010. Fa parte dell'area metropolitana di Abilene.

## Geografia fisica
Lueders è situata a 32°48′01″N 99°37′25″W (32.800152, -99.623651).
Secondo lo United States Census Bureau, ha un'area totale di 0,6 miglia quadrate (1.6 km²).

## Società

### Evoluzione demografica
Secondo il censimento del 2000, c'erano 300 persone, 125 nuclei familiari e 75 famiglie residenti nella città. La densità di popolazione era di 485,4 persone per miglio quadrato (186,8/km²). C'erano 168 unità abitative a una densità media di 271,8 per miglio quadrato (104,6/km²). La composizione etnica della città era formata dal 95,67% di bianchi, lo 0,67% di afroamericani, l'1,33% di nativi americani, il 2,00% di altre razze, e lo 0,33% di due o più etnie. Ispanici o latinos di qualunque razza erano il 3,67% della popolazione.
C'erano 125 nuclei familiari di cui il 30,4% aveva figli di età inferiore ai 18 anni, il 46,4% aveva coppie sposate conviventi, l'8,8% aveva un capofamiglia femmina senza marito, e il 40,0% erano non-famiglie. Il 36,8% di tutti i nuclei familiari erano individuali e il 20,0% aveva componenti con un'età di 65 anni o più che vivevano da soli. Il numero di componenti medio di un nucleo familiare era di 2,40 e quello di una famiglia era di 3,25.
La popolazione era composta dal 29,7% di persone sotto i 18 anni, il 6,3% di persone dai 18 ai 24 anni, il 20,7% di persone dai 25 ai 44 anni, il 26,3% di persone dai 45 ai 64 anni, e il 17,0% di persone di 65 anni o più. L'età media era di 39 anni. Per ogni 100 femmine c'erano 92,3 maschi. Per ogni 100 femmine dai 18 anni in giù, c'erano 78,8 maschi.
Il reddito medio di un nucleo familiare era di 26.058 dollari e quello di una famiglia era di 29.318 dollari. I maschi avevano un reddito medio di 25.341 dollari contro i 15.000 dollari delle femmine. Il reddito pro capite era di 13.877 dollari. Circa l'11,0% delle famiglie e il 15,6% della popolazione erano sotto la soglia di povertà, incluso il 7,2% di persone sotto i 18 anni di età e il 22,9% di persone di 65 anni o più.